# سانی (مجارستان)
سانی (به مجاری:  Szany) یک منطقهٔ مسکونی در مجارستان است که در ناحیه شوپرون واقع شده‌است. سانی ۳۴٫۱۸ کیلومتر مربع مساحت و ۲٬۲۶۵ نفر جمعیت دارد.